# 鹿野-吉岡断層
鹿野-吉岡断層（しかの-よしおかだんそう）は、鳥取県鳥取市内に位置する活断層である。
同市北東部の滝山から、中心市街地、吉岡温泉町を経て、北西部の鹿野町まで、おおむね東西方向に延び、全体の長さは約26㎞に及ぶ。横ずれを主体とする断層で、断層面の長さは約26km、断層面の傾斜はほぼ鉛直と推定されている。平均活動間隔は約4600年-9200年、直近では1943年の鳥取地震で活動したとみられている。